# 光华村站
光华村站是成都地铁13号线建设中的一座车站，预计于2025年启用。
光华村站位于青羊区草堂街道光华村街、青华路二环路口，沿光华村街、青华路呈东西向敷设。车站因老地名光华村得名，原名青华路站。

## 车站结构
光华村站为地下三层岛式站台车站。车站总长314米，标准段宽22.5米。采用半盖挖法施工。预留与规划11号线换乘条件。

## 出入口信息
光华村站共设置4个出入口，分别位于路口4个象限内，其中在二环路内侧青华路北侧象限设置F出入口。

## 大事记
- 2023年6月30日，光华村站提前4个月主体结构封顶。[2]